# Merionoeda cariniger
Merionoeda cariniger là một loài bọ cánh cứng trong họ Cerambycidae.